# 1169
Évszázadok: 11. század – 12. század – 13. század
Évtizedek: 1110-es évek – 1120-as évek – 1130-as évek – 1140-es évek – 1150-es évek – 1160-as évek – 1170-es évek – 1180-as évek – 1190-es évek – 1200-as évek – 1210-es évek
Évek: 1164 – 1165 – 1166 – 1167 –  1168 – 1169 – 1170 – 1171 – 1172 – 1173 – 1174

## Események
- augusztus 14. – VI. Henriket német királlyá koronázzák (ténylegesen 1190-től uralkodik, 1191-től császár, 1197-ig uralkodik).
- Andrej Bogoljubszkij vlagyimiri nagyfejedelem kifosztja Kijevet.[1]
- Aquitániai Eleonóra II. Henrik angol király felesége elhagyja Angliát és Poitiers-be teszi át udvarát.
- I. Manuél bizánci császárnak fia születik, ezzel Béla herceg elveszti örökösödési jogát a bizánci trónra.

## Születések
- szeptember 10. – II. Alexiosz bizánci császár († 1183)

## Halálozások
- szeptember 10. – Matilda angol királynő, V. Henrik német-római császár felesége, II. Henrik angol király anyja